# Dwayabeeja aethiopica
Dwayabeeja aethiopica är en svampart som beskrevs av Bhat 1985. Dwayabeeja aethiopica ingår i släktet Dwayabeeja, divisionen sporsäcksvampar och riket svampar.   Inga underarter finns listade i Catalogue of Life.